# 마이크 베일리
마이크 베일리(Mike Bailey, 1988년 4월 6일 ~ )는 잉글랜드의 배우이다. 《스킨스》에서 시드 젱킨스 역할로 잘 알려져 있다.

## 출연 작품
- 위 아 더 프릭스 (2013)
- 스킨스 시즌2 (2008)
- 스킨스 시즌1 (2007)